# كأس الاتحاد الإنجليزي 1897–98
كأس الاتحاد الإنجليزي 1897–98 (بالإنجليزية: 1897–98 FA Cup)‏ هو الموسم 27 من  كأس الاتحاد الإنجليزي. أقيم بتاريخ 18 سبتمبر 1897، والذي يشرف على تنظيمه الاتحاد الإنجليزي لكرة القدم، وكان عدد الأندية المشاركة فيه  32، وفاز فيه نوتينغهام فورست.